# Договор между Кубой и США о морской границе
Договор между Кубой и США о морской границе — международный договор, заключённый в 1977 году между Кубой и Соединёнными Штатами, который установил международную морскую границу между двумя государствами. Делимитация морской границы была необходима, чтобы обеспечить правопорядок и управление ресурсами, а также для того, чтобы избежать конфликта внутри пересекающихся 200-мильных морских зон обоих государств.
Договор был подписан в Вашингтоне 16 декабря 1977 года. Марк Фельдман, заместитель советника по правовым вопросам Государственного департамента США, расписался со стороны Соединённых Штатов. Ольга Миранда, правовой советник кубинского министерства иностранных дел, расписалась с кубинской стороны. В договоре заявлялось, что соглашение о границе было временным на два года и станет постоянным, когда оба государства ратифицируют соглашение. Президент США Джимми Картер передал подписанный договор в Сенат на утверждение 19 января 1978 года, слушания по документу прошли в Комитете по международным отношениям 30 июня 1980 года. Однако, Сенат ни разу не голосовал по данному соглашению, поэтому оно так и не вступило в силу. В ожидании утверждения договора, Куба и США сохраняли государственную границу, согласованную в договоре, с помощью ряда соглашений, перезаключаемых каждые 2 года.
В 2000 году Newsmax Media сообщило, что Государственный департамент США реализовал положения договора — включая передачу некоторых островов Кубе — хотя соглашение так и не было ратифицировано Соединёнными Штатами.